# Antiphrastis
Antiphrastis là một chi bướm đêm thuộc phân họ Tortricinae của họ Tortricidae.

## Các loài
- Antiphrastis galenopa Meyrick, in Joannis, 1930